# Dmitrij Popow
Dmitrij Leonidowicz Popow (ros. Дмитрий Леонидович Попов, ur. 27 lutego 1967 w Jarosławiu) – rosyjski piłkarz grający na pozycji bocznego pomocnika.

## Kariera klubowa
Popow urodził się w Jarosławiu i tam też rozpoczął karierę piłkarską w klubie Szynnik Jarosław. W 1984 roku w wieku 17 lat zadebiutował w jego barwach w drugiej lidze radzieckiej. Przez 6 lat występował w Szynniku na tym szczeblu rozgrywek, a w połowie 1989 roku odszedł do pierwszoligowego Spartaka Moskwa. Początkowo był rezerwowym i przez pierwsze półtora roku rozegrał 12 meczów (wywalczył mistrzostwo ZSRR w 1989 roku), ale już w 1991 roku grał w pierwszym składzie Spartaka i został wicemistrzem kraju. W 1992 roku zdobył ze Spartakiem ostatni w historii Puchar ZSRR, a na koniec roku został mistrzem nowo powstałej rosyjskiej Premier Ligi. W 1993 roku powtórzył ten sukces.
We wrześniu 1993 roku Popow został zawodnikiem hiszpańskiego Racingu Santander, w którym zaczął występować wraz z rodakiem Dmitrijem Radczenką. W Primera División zadebiutował 5 września w wygranym 1:0 domowym meczu z Rayo Vallecano. W sezonie 1993/1994 strzelił 7 goli w La Liga, natomiast w kolejnych zdobywał odpowiednio po 6 i 8 bramek.
W 1996 roku Popow przeszedł do innego hiszpańskiego zespołu, SD Compostela. Swój pierwszy mecz w jego barwach rozegrał 10 listopada przeciwko Celcie Vigo (2:1). W 1998 roku zajął z Compostelą 17. miejsce w lidze i spadł z nią do Segunda División. W niej grał rok, a w 1999 roku został piłkarzem CD Toledo. W trakcie sezonu przeszedł do Maccabi Tel Awiw, ale po rozegraniu 4 meczów w lidze izraelskiej zakończył karierę.
| Sezon   | Klub             | Kraj      | Rozgrywki        | Mecze | Bramki |
| ------- | ---------------- | --------- | ---------------- | ----- | ------ |
| 1984    | Szynnik Jarosław | ZSRR      | Pierwaja liga    | 14    | 0      |
| 1985    | Szynnik Jarosław | ZSRR      | Pierwaja liga    | 12    | 0      |
| 1986    | Szynnik Jarosław | ZSRR      | Pierwaja liga    | 17    | 0      |
| 1987    | Szynnik Jarosław | ZSRR      | Pierwaja liga    | 29    | 1      |
| 1988    | Szynnik Jarosław | ZSRR      | Pierwaja liga    | 38    | 5      |
| 1989    | Szynnik Jarosław | ZSRR      | Pierwaja liga    | 19    | 5      |
| 1989    | Spartak Moskwa   | ZSRR      | Wyższa liga      | 5     | 0      |
| 1990    | Spartak Moskwa   | ZSRR      | Wyższa liga      | 7     | 0      |
| 1991    | Spartak Moskwa   | ZSRR      | Wyższa liga      | 30    | 5      |
| 1992    | Spartak Moskwa   | Rosja     | Priemjer-Liga    | 24    | 2      |
| 1993    | Spartak Moskwa   | Rosja     | Priemjer-Liga    | 27    | 1      |
| 1993/94 | Racing Santander | Hiszpania | Primera División | 31    | 7      |
| 1994/95 | Racing Santander | Hiszpania | Primera División | 35    | 6      |
| 1995/96 | Racing Santander | Hiszpania | Primera División | 32    | 8      |
| 1996/97 | SD Compostela    | Hiszpania | Primera División | 27    | 1      |
| 1997/98 | SD Compostela    | Hiszpania | Primera División | 28    | 3      |
| 1998/99 | SD Compostela    | Hiszpania | Segunda División | 20    | 0      |
| 1999/00 | CD Toledo        | Hiszpania | Segunda División | 6     | 0      |
| 1999/00 | Maccabi Tel Awiw | Izrael    | Ligat ha’Al      | 4     | 0      |

## Kariera reprezentacyjna
W reprezentacji Rosji Popow zadebiutował 16 sierpnia 1992 roku w wygranym 2:0 towarzyskim meczu z Meksykiem i w debiucie zdobył gola. W 1994 roku został powołany przez selekcjonera Pawła Sadyrina do kadry na Mistrzostwa Świata w USA. Tam wystąpił jedynie w przegranym 1:3 grupowym meczu ze Szwecją. Ostatni mecz w kadrze narodowej rozegrał w lutym 1998 przeciwko Grecji (1:1). Łącznie wystąpił w niej 21 razy i strzelił 4 bramki.